# Horton (film)
Horton (Horton Hears a Who!) egy 2008-ban, a 20th Century Fox Animation és az Blue Sky Studios által készített animációs film, mely Dr. Seuss azonos című, 1954-ben megjelent könyvén alapul. Mivel ez eredetileg egy gyermekeknek szóló képeskönyv, a készítőknek jelentősen ki kellett egészíteniük a történetet, hogy egész estés filmet alkothassanak. A Horton az első számítógép-animációs film Dr. Seuss műveinek adaptációi közül. A film producere Bob Gordon, Bruce Anderson és Chris Wedge, rendezője Jimmy Hayward és Steve Martino, főszereplője Jim Carrey. Hazánkban 2008. március 20-án mutatták be a mozik.

## Rövid tartalom
|  | Alább a cselekmény részletei következnek! |

|  | Itt a vége a cselekmény részletezésének! |

## Szereplők
| Szereplő           | Eredeti hang    | Magyar hang                            |
| ------------------ | --------------- | -------------------------------------- |
| Mesélő             | Charles Osgood  | Koroknay Géza                          |
| Horton             | Jim Carrey      | Kerekes József                         |
| Morton             | Seth Rogen      | Besenczi Árpád                         |
| Mogorva kenguru    | Carol Burnett   | Borbás Gabi                            |
| Vlad Vladikoff     | Will Arnett     | Dörner György                          |
| Ned McDodd         | Steve Carell    | Háda János                             |
| JoJo McDodd        | Jesse McCartney | Szvetlov Balázs Haagen Imre (énekhang) |
| Sally O`Malley     | Amy Poehler     | F. Nagy Erika Náray Erika (énekhang)   |
| Dr. Mary Lou Larue | Isla Fisher     | Náray Erika                            |
| Tanácselnök        | Dan Fogler      | Gesztesi Károly                        |
| Jessica Quilligan  | Laura Ortiz     | Vadász Bea                             |
| Mrs. Quilligan     | Jaime Pressly   | Martin Adél                            |
| Miss Yelp          | Niecy Nash      | Kocsis Mariann                         |
| Rudy               | Josh Flitter    | Glósz András                           |
| Yummo              | Dan Fogler      | Bolla Róbert                           |
| Tommy              | Jonah Hill      | Előd Álmos                             |
| Katie              | Joey King       | Bárány Virág                           |
| Willy              | Bill Farmer     | Bácskai János                          |